# Massilia
Massilia is de Latijnse benaming van de Griekse kolonie Massalía (Grieks: Μασσαλία), die door de Ioniërs van Phocaea in 600 v.Chr. werd gesticht. De kolonie was gelegen aan de zuidelijke kust van Gallië en beheerste op haar hoogtepunt het gebied van wat nu ongeveer Zuid-Frankrijk is, met als kerngebied de huidige Provence, en de noordwestelijke kuststreken van de Middellandse zee.  Massilia ontwikkelde zich in de loop der tijd tot de moderne stad Marseille.

## Geschiedenis

### Pre-koloniale periode
De Etrusken waren aanwezig aan de kust van Zuid-Frankrijk. Reeds rond 650 v. Chr. was er een levendige handel. Grote hoeveelheden Etruskische wijn amphorae en drinkschalen werden op verschillende kustplaatsen gevonden, vooral in Saint-Blaise bij Fos-sur-Mer, in de Rhônedelta bij de monding van de rivier. Daar woonden inheemsen al voor de Etruskische handel begon. Samen met Etruskische vondsten zijn er aanwijzingen voor grootschalige zoutwinning en er werden juwelen van koraal gemaakt. Saint-Blaise kan een handelshaven zijn geweest, een emporion (markt), waar luxeproducten van de Middellandse Zee werden geruild voor inheemse goederen. Vroeg materiaal is ook gevonden in Cap Couronne en Tamaris. Die vroege handel bestond ook uit oostelijk Grieks aardewerk en olie amphorae uit Attica. Ook werden er, mogelijk uit Griekse steden in Zuid-Italië, onder meer bronzen 'Rhodese' schenkkannen en ketels met griffioenenkoppen ontdekt, die hun weg naar het hart van barbaars Europa vonden. De inheemse gemeenschappen aan de kust waren dus vertrouwd met handelaren, die al vijftig jaar of langer regelmatig zomerbezoeken brachten aan de gevestigde markten.

### De stichting (begin 6e eeuw v.Chr.)
De Phocische kolonie Massalia werd op Ligurisch gebied gesticht (nl. dat van de Salluvii) op een glooiend terrein dat gelijkenissen vertoont met de situatie in steden zoals Ephese, Milete en Phocaea zelf. De baai van Lacydon (Vieux Port) was ideaal voor de vestiging van een maritieme handelsstad. Zowel archeologische bevindingen als antieke schrijvers lijken 600 v.Chr. als jaartal van de stichting te bevestigen. De Griekse geschiedschrijver Timaios bijvoorbeeld situeert het ontstaan van de kolonie 120 jaar voor de slag bij Salamis.
Volgens een andere traditie, van schrijvers als Thucydides en Pausanias, zou 540 v. chr. een betere hypothese zijn. Dit is de periode waarop Phocaea door de Perzen werd veroverd, waarna een emigratiegolf zou zijn veroorzaakt naar reeds verkende gebieden. Hoewel dergelijke theorieën over een latere stichting van Marseille opzijgeschoven mogen worden, verhindert niets de mogelijkheid dat de jaren die volgen op de inname van Phocaea, een tijd waren van diepe veranderingen of zelfs versnelling van de bloei van Massalia, die wegens de “vermaardheid van haar wapenfeiten, de overvloed aan haar rijkdommen en de glorie van haar jonge krachten” een belangrijke, vooral commerciële, rol zou spelen in het westelijke deel van de Middellandse zee. 
De stichtingsmythe werd overgeleverd door Justinus (2e eeuw n. Chr.), die een lokale schrijver uit de 1e eeuw v. Chr. citeert. De mythe, die volgens Athenaeus al in de IVe eeuw door Aristoteles was gekend, verhaalt over het huwelijk van de inheemse prinses Gyptis met Protis, jonge Phoceeër en stichter van de Griekse kolonie. Dit verhaal wordt het uitvoerigst beschreven door Pompeius Trogus. De Keltische leider Nannos zocht een bruidegom voor zijn dochter Gyptis en de nieuwkomers werden voor het feest uitgenodigd. Gyptis koos Protis uit en de keuze werd door Nannos geaccepteerd. Nannos gaf als blijk van goedkeuring aan de Grieken land, waarop ze hun stad konden stichten.
Een andere stichtingsmythe komt van de Griekse geograaf Strabo. Toen de eerste groep kolonisten Phocea verlieten, kregen ze een orakel, dat hen adviseerde voor goddelijke begeleiding een gids mee te nemen van de grote tempel van Artemis in Ephesus. In Ephesus namen ze als gids Aristarche, 'een vrouw die hogelijk geëerd werd' en een aantal heilige beelden mee, waaronder een houten beeld van de godin, de veel-borstige Artemis. In hun nieuwe plaats bouwden ze een tempel voor de Ephesisiche Artemis en installeerden er de beelden en stelden Aristarche aan als priesteres. De tempel stond, volgens Strabo, op het hoogland boven de haven samen met de tempel van de Delphische Apollo. waar de twee tempels gestaan hebben is nog niet vastgesteld, waarschijnlijk op de Butte des Moulins of Butte St.-Laurent. De Delphische Apollo was niet de Apollo van Delphi, maar een andere god, een zeegod, die in de vorm van een dolfijn veilig schepen over de oceanen begeleidde.
Waarschijnlijk dertig of veertig jaar na Massalia werden door de Phoceanen Emporion (de markt) en Alalia gesticht. 

### Ontwikkeling tot het midden van de 3e eeuw v.Chr.

Invloedssferen in de westelijke Middellandse Zee rond 300 v.Chr.

Marseille dankte haar groei aan de gunstige ligging voor commerciële activiteiten en de controle op de handel in metalen. Vanaf de begintijden van de kolonie, knoopten de Griekse inwoners van het oude Marseille handelscontacten aan met de aangrenzende Ligurische gebieden en met het Iberisch schiereiland. 
Midden 5e eeuw werd Santa Pola gesticht bij de monding van de rivier Segura. Via de Segura kwam men westwaarts in de vallei van de Guadalquivir. Op de noordflank daarvan lag de Sierra Morena, dat rijk aan zilver was en verder naar het westen de zilver- en kopermijnen van Tartessus. Zo hadden de grieken toegang tot West-Iberië, zonder er om te hoeven twisten met de Carthagers die de zuidelijke kust in handen hadden.
De Massaliërs stichtten nog een Griekse haven, tussen Emporion en Massalia, Agde. Agde lag bij de monding van de rivier Aude, die leidde naar de Garonne en Gironde. Al vele millennia verbond die route de Atlantische kust met die van de Middellandse Zee.  
Keramiek werd zowel uit Korinthe, oostelijk Griekenland (onder andere Chios) en Attika, als uit Etruskische gebieden ingevoerd. In de loop van de 6e eeuw v.Chr. wordt de eigen aardewerkvervaardiging steeds belangrijker. De productie en export van wijn worden tevens van groot belang. Langs de kust van Massalia tot Nice werd wijn geproduceerd. Gezien de vondsten van Massalische amphorae, waren de routes via de Rhône en Saône veel gebruikt. Samen met wijn in amphorae werden Attische bekers, bronzen schenkkannen en mengvaten geëxporteerd. Voorbeelden zijn de grote krater, die in Vix in Bourgondië is gevonden en de ketel gedecoreerd met leeuwen in Hochdorf bij Stuttgart. Griekse goederen kwamen in de graven en nederzettingen van de Halstatt elite terecht. Tin uit Zuidwest Brittannië en Bretagne kwam Massalia binnen via de handelsroute van de Loire. Tin maakte 10 of 11 % uit van de legering voor brons.  
Van ca. 540 tot 450 v. Chr. was er een intensieve periode van uitwisseling tussen Massalia en de elites van West Hallstatt (in Centraal Europa van Bourgondië, via Zwitserland tot Zuid-Duitsland). De Halstattcultuur staat bekend om haar zoutwinning. Er kwam waarschijnlijk ook bont en amber (van de Baltische kust) vandaan. La Tène volgde de Hallstattcultuur op en vanuit die nieuwe centra begonnen de Keltische migraties, waarbij geplunderd werd. Daardoor werden aangrenzende regio's ondermijnd en stortten oude systemen ineen. 
De oudst bekende munten die in Marseille zelf werden geslagen dateren uit 530 v.Chr. Een schenking aan het heiligdom van Delphi in 525 v.Chr. (nl. het zgn. "Schathuis van Massalia") toont hoe welgesteld Marseille reeds in die tijd moet geweest zijn. Na een tijd van vermoedelijke stagnatie op politiek en economisch vlak (vanaf het einde van de 6e eeuw tot in de 5e eeuw v.Chr.), teweeggebracht door de expansie van Carthago, ziet men tekenen van expansie terugkeren.
In de 5e en 4e eeuw v.Chr. stichtten de inwoners van Massalia een groot aantal kolonies om de handelsroutes en de aanvoer van edele metalen en tin veilig te stellen. Volgens Strabo dienden ze ook als bescherming tegen de barbaren. Aan de kust van Iberië werd het Griekse Ἐμπόριον, door de Romeinen omgedoopt in Emporiae gesticht (vandaag Empúries); aan de Gallische kusten o.a. Olbia (Hyères), Antipolis (Antibes), en Nikaia (Nice); en in het Liguurse binnenland o.a. Avennion (Avignon) en Kabaillon (Cavaillon). Door deze vestigingen werd een groot deel van Gallië economisch en cultureel verbonden met het Mediterrane gebied. Massilia droeg op die manier bij tot de verspreiding van het Hellenisme.
Rond 400 v.Chr. slaagde Massalia erin om de Carthaagse vloot te verslaan. Rond dezelfde tijd werd de stad belegerd door een lokale stam van de Liguriërs, die door klassieke schrijvers over het algemeen als Kelten werden beschouwd. Hun leider was Catumandus. De belegering wordt gezien in het licht van de chaos door Keltische migraties, die in het noorden begonnen. Volgens een verhaal van Pompeius Trogus, zelf van Gallische origine en schrijvend aan het eind van de 1e eeuw,  zou Catumandus een droom hebben gehad van de godin Pallas Athena, die hem opdroeg te vertrekken. Om er zeker van te zijn de godin niet te hebben beledigd wilde hij haar eren in haar heiligdom in de stad. Maar mogelijk was er een verdrag gesloten waarin de Massaliërs de Liguriërs afkochten. Volgens Trogus bedankten de Massaliërs de goden voor hun redding in de Tempel van Apollo in Delphi. Ze hadden daar al een schathuis gebouwd, waarschijnlijk rond 530 v. Chr, om de overwinning op de Etrusken en Carthagers in de zeeslag bij Alalia te vieren. Toen de delegatie huiswaarts keerde, vertelt Trogus, werd vernomen dat Rome door Kelten werd belegerd (in 396 of 390 v. Chr.). Rome en Massalia hadden zich verbonden in een oud vriendschapsverdrag en de Massaliërs begonnen goud en zilver te verzamelen om de Kelten af te kopen. Dit versterkte de band tussen de twee steden en er werd een nieuw verdrag opgesteld, waarbij de Massaliërs voortaan geen invoerrechten hoefden te betalen.  
Nadat de stad haar economische positie had versterkt, werd in de 4e eeuw v.Chr. door Pytheas van Massalia een grote ontdekkingsreis ondernomen tot aan de Britse eilanden, terwijl Euthymenes de Afrikaanse kusten tot Senegal zou hebben verkend.

### Instituties, cultuur en zeden in de Griekse periode
Cicero sprak met lof over de constitutie en de politieke wetten van de Marseillaanse polis en haar politeia. Massalia had een zeer aristocratische en conservatieve politieke traditie. De monografie over Massalia van Aristoteles is niet tot ons overgeleverd, maar dankzij Strabo weet men dat de raad van deze handelsoligarchie bestond uit 600 voor het leven gekozen timouchoi, voorgezeten door 15 ‘wijzen’, die voor het feitelijke bestuur instonden en die op hun beurt onder een driemanschap stonden.
Dezelfde Strabo verwijst naar de aanwezigheid van heiligdommen van de moedergodin Artemis Ephesia en van Apollo Delphinius. De kalenders van Lampsakos, een zusterstad, en Phocaea vernoemen nog andere godheden; Dionysos, Apollon Thargelios, Leukothea en Cybele.
De zeden in de stad worden gekenmerkt door een eenvoud in de smaak, een grote zin voor discipline en ook door de strenge orde en naleving van de oude archaïsche traditie. In de Griekse periode begon zich ook de intellectuele en wetenschappelijke traditie te ontwikkelen, die in de Romeinse periode zou blijven doorleven. De artistieke cultuur schijnt echter minder prominent te zijn geweest. De taal is gedurende een lange tijd zeer dicht bij Archaïsch-Ionisch dialect gebleven, die zich onderscheidde van de gemeenschappelijke hellenistische taal. De antroponymie werd gekenmerkt door het vaak voorkomen van namen afgeleid van goden of rivieren van Aeolië.

### Massalia en Rome (van de 3e eeuw tot 49 v.Chr.)

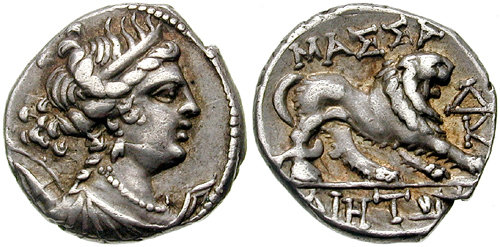
Zilveren munt van Massilia met het opschrift aan de keerzijde.

Terwijl de band met Griekenland bleef bestaan, werden connecties met Rome aangeknoopt. Economische contacten tussen Campania en Massalia worden vanaf de 3e eeuw geattesteerd. Rome en Marseille werden door hun gemeenschappelijke concurrent Carthago naar elkaar gedreven. Tijdens de Tweede Punische Oorlog (218-201) kozen de Massalioten de zijde van Rome en verzetten ze zich tegen Hannibal, die hen evenwel niet aanviel. Hun vloot speelde tevens een belangrijke rol. Het bondgenootschap gaf Marseille enige diplomatieke invloed, zoals in 197 bij de voorspraak in de Senaat ten gunste van Lampsakos. Door een gelijkaardige diplomatische tussenkomst werd Phocaea ca. 130 v.Chr. van de verwoesting gespaard, (wat aanleiding gaf tot de vergoddelijking van de personificatie Massalia in de moederstad). Maar Rome zou uiteindelijk het meest van deze alliantie profiteren.
In 181 riepen de Massalioten de hulp van Rome in om zich van de Ligurische piraten te bevrijden en in 154 werd de consul Quintus Optimus gestuurd om de Ligurische volkeren te bestrijden die Nikaia en Antipolis bezetten. Het belang voor Rome lag vooral in het veiligstellen van de weg tussen Italië en de twee Spaanse provincies. Een derde interventie in 125 tegen de naburige volkeren , die nu Massalia zelf bedreigden, zou leiden tot de onderwerping van de gehele regio door de consuls Marcus Fulvius Flaccus en Gaius Sextius Calvinus. De nieuwe provincie, Gallia Transalpina (na de stichting van Narbonne omgedoopt tot Gallia Narbonensis), verzwakte de handelspositie van Massalia en maakte haar steeds meer afhankelijk van Rome. De diplomatieke relaties bleven echter goed. Gaius Marius verleende de rechten over een kanaal ten oosten van de Rhônedelta aan de inwoners van de Hellenistische enclave en Pompeius kende hen Gallisch gebied toe.

### Massilia na 49 v.Chr.
In 49 v.Chr. brak er een burgeroorlog tussen Pompeius en Caesar uit waarbij Massilia zich echter neutraal opstelde. Maar Domitius Ahenobarbus, de nieuwe proconsul van Gallia Narbonensis met zijn zetel in Massilia, was een bondgenoot van Pompeius en hij begon de stad te versterken en weigerde Caesar vrije doortocht op zijn weg naar Hispania wat Pompeius' thuisbasis was. In 49 belegerde Julius Caesar de stad, die volgens hem de kant van Pompeius gekozen had (zie Beleg van Massilia). In een paar maanden tijd maakte hij een einde aan de welvaart en de onafhankelijkheid van Massalia. De stad behield haar theoretische status van civitas foederata, maar moest afstand doen van haar vloot, van de krijgskas en van een groot deel van haar chora (territorium). Na de overgave zou Marseille geen belangrijke politieke rol meer spelen.
De stadstaat maakte geen deel uit van de Gallische Provincie, maar wel van het Imperium Romanum (als bondgenoot) en de lokale aristocratie handelde nu ad maiorem Romae gloriam. Op economisch vlak moest de stad nu leven in de schaduw van Narbo Martius (Narbonne) en Arelate (Arles).
Hoewel Massilia tijdens het Keizerrijk moeilijker te onderscheiden werd van andere Romeinse gemeenten, behield ze een ‘hellenistische’ reputatie tot in de 5e eeuw. In de loop van de tijd werd afstand gedaan van het systeem van de traditionele magistraten (de 600, de 15 en de 3) om het Romeinse systeem tegen de 2e eeuw in te voeren. De stad bleef een belangrijk cultureel centrum dat zoals Athene Romeinse studenten en intellectuelen aantrok. De medische school van Massilia zou een paar bekende artsen voortbrengen. Een van hen was Crinas, werkzaam aan het hof van Nero, die uit eigen zak de stadswallen van Marseille liet heropbouwen. Het is achter deze muren dat Maximianus, die het keizerschap opnieuw ambieerde, zich in 310 tegen Constantijn zou verdedigen.
In de 2e eeuw n.Chr. kwam het Christendom op in Marseille, zoals in Lyon en in Vienne. De stad kwam rond 476 onder controle van de Visigoten.

## Zichtbare restanten

Het oude centrum van Marseille. De blauwe lijn is de oude kustlijn met haven van Massilia. De stad lag op het goed verdedigbare hogere gebied ten noorden van de haven. 1=Jardin des Vestiges

Heden zijn nog resten te zien van de Griekse stad in het park Jardin des Vestiges.